# Christopher Isham
Christopher Isham, auch als Chris J. Isham oder C. J. Isham zitiert, (* 28. April 1944) ist ein britischer theoretischer Physiker, der sich mit mathematischer Physik, speziell in Quantengravitation und Grundlagen der Quantenmechanik befasst.

## Leben
Isham war zunächst Elektronik-Ingenieur, studierte dann aber theoretische Physik am Imperial College, wo er bei Paul Taunton Matthews 1969 promoviert wurde. Als Post-Doktorand war er ein Jahr bei Abdus Salam am ICTP in Triest. 1970 wurde er Lecturer am Imperial College und 1973 Reader in Angewandter Mathematik am King’s College London. 1976 war er wieder am Imperial College als Reader und 1982 als Professor für Theoretische Physik. Heute ist er dort Professor Emeritus.
Er gilt schon seit mehreren Jahrzehnten als einer der führenden Wissenschaftler in der Quantengravitation, in die er neue mathematische Konzepte einführte, wie einen gruppentheoretischen Zugang zur Quantisierung. Seine Methoden fanden später in der Entwicklung der Schleifenquantengravitation durch Abhay Vasant Ashtekar und andere Verwendung. Er behandelte auch das Problem der Zeit in der Quantengravitation. Er schrieb frühe Arbeiten über Quantenfeldtheorie in gekrümmten Raumzeiten (wo er das Konzept der twisted quantum fields einführte) wie dem Anti-de-Sitter-Raum und konforme Anomalien.
In den Grundlagen der Quantenmechanik lieferte er Beiträge zum Decoherent Histories Zugang (von Murray Gell-Mann, James Hartle, Robert Griffiths, Roland Omnès und anderen) mit einer von ihm entwickelten temporalen Quanten-Logik (HPO Formalismus, History Projection Operator).
Er ist überzeugter Christ und befasst sich mit dem Verhältnis von Naturwissenschaft und Religion sowie mit Philosophie, wo er von C. G. Jung beeinflusst ist.
In den 2000er Jahren verwendet er auch kategorientheoretische Konzepte (Topostheorie) in der Formulierung fundamentaler physikalischer Theorien und der Quantengravitation.
2011 erhielt er die Dirac-Medaille des Institute of Physics.

## Schriften
- mit Roger Penrose, Dennis Sciama (Hrsg.): Quantum gravity- an Oxford Symposium. Clarendon Press, 1975
- mit Penrose, Sciama (Hrsg.): Quantum gravity 2. A second Oxford Symposium. Oxford University Press, 1981
- Lectures on Quantum Theory. Mathematical and Structural Foundations. World Scientific / Imperial College Press, 1995, 2001
- Quantum Gravity. In: Paul Davies: The new physics. Cambridge University Press, 1989
- Structural Issues in Quantum Gravity. GR 14 plenary lecture, 1995, arxiv:gr-qc/9510063
- mit Butterfield: The emergence of time in quantum gravity. In: Butterfield (Hrsg.): The origin of time. 1999, arxiv:gr-qc/9901024
- mit Butterfield: Spacetime and the philosophical challenge of quantum gravity. In: Callender, Huggett Physics meets philosophy at the Planck scale. Cambridge University Press, 2000, arxiv:gr-qc/9903072
- mit Penrose (Hrsg.): Quantum concepts of space and time. Oxford University Press, 1986
- Topological and global aspects of quantum theory. In: Bryce DeWitt, Raymond Stora (Hrsg.): Relativity, Groups and Topology 2. North Holland, 1984 (Les Houches Lectures 1983)
- Modern differential geometry for physicists. 2. Auflage. World Scientific, 1999
- Prima facies questions in quantum gravity. In: Jürgen Ehlers, H. Friedrich (Hrsg.): Canonical Gravity: from classical to quantum. In: Lecturenotes in Physics, Band 434, 1994, S. 1–21, arxiv:gr-qc/9310031
- Canonical quantum gravity and the problem of time. In: Ibort, Rodriguez (Hrsg.): Integrable systems, quantum groups and quantum field theory. Kluwer, 1993, S. 157–287 arxiv:gr-qc/9210011